# Протасово (Тверская область)
Протасово — деревня в Калининском районе Тверской области. Относится к Кулицкому сельскому поселению.
Расположена в 19 км к северо-западу от Твери, на реке Кава, недалеко от впадения её в Тверцу.
В 1997 году — 11 хозяйств, 14 жителей.